# SMTP-Relay-Server
Als SMTP-Relay-Server, Mail-Relay-Server oder Smarthost wird ein Mail-Server (B) bezeichnet, der von einem Sender (A) E-Mails annimmt und an beliebige Dritte (C) weiterleitet.
A (Sender) → B (Relay-Server) → C (Empfänger)
Ein korrekt konfigurierter SMTP-Relay-Server (Smarthost) leitet E-Mails nur dann weiter, wenn er
- entweder für Mails von A zuständig ist

Beispiel: ein Kunde (A) darf über den Mailserver seines Providers Mails an beliebige Empfänger (C) versenden.
- und/oder für Mails an C zuständig ist

Beispiel: Der Mailserver einer Firma (C) nimmt Mails von beliebigen Absendern (A) entgegen.
Ein unsicher konfigurierter SMTP-Relay-Server ist ein sogenanntes Offenes Mail-Relay und leitet auch E-Mails weiter, bei denen er weder für A noch für C zuständig ist. Solche Mailserver werden von Spamversendern zum massenhaften Spam-Versand missbraucht und werden daraufhin häufig auf Blacklists wie DNSBLs gesetzt. Um den eigenen Server auf Konfigurationsfehler zu testen und damit Missbrauch zu verhindern, gibt es neben diversen Onlinediensten auch quelloffene Programme. Nicht nur tatsächliche Mailserver, sondern auch Mitglieder von Botnetzen können offene Relays darstellen.

## Einsatz

### Relay-Server für E-Mail-Programme
SMTP-Relay-Server werden vor allem von E-Mail-Programmen verwendet, um E-Mails zu versenden. In bestimmten Fällen ist hierzu eine Anmeldung notwendig, vgl. SMTP-Auth und SMTP-After-POP.

### Relay-Server für Mail-Server mit dynamischer IP
Mail-Server mit dynamischer IP-Adresse dürfen bei vielen Empfängern nicht einliefern, die gesendeten E-Mails laufen Gefahr, von Spamfiltern ausgefiltert zu werden. Um diese Probleme zu umgehen, kann der Absender einen Relay-Server mit einsetzen, den der Empfänger als vertrauenswürdig erachtet. In der Regel muss sich der Sender vor Nutzung des Relay-Servers bei diesem authentifizieren, vgl. dazu SMTP-Auth und SMTP-After-POP.

### Relay-Server für spezielle Zwecke
Angebote für Online-Spamfilter und Online-Virenfilter werden üblicherweise mit Relay-Servern realisiert. Bevor die E-Mail auf den Mail-Server des eigentlichen Empfängers eingeliefert wird, durchläuft sie den Relay-Server und wird dort gefiltert.